# Fine Fleur
Het koor Fine Fleur werd initieel speciaal voor de Night of the Proms-editie van 1995 opgericht. Doorheen de jaren evolueerde deze groep zangers tot een wezenlijk onderdeel van Night of the Proms, maar tegelijkertijd ontwikkelde Fine Fleur zich als koor op maat voor grote en minder grote producties in binnen- en buitenland. De artistieke leiding is in handen van Edwig Abrath en de organisatie wordt verzorgd door Luk De Deckers.

## Geschiedenis
Fine Fleur werd opgericht voor Night of the Proms 1995. In de beginjaren stond Fine Fleur voor Night of the Proms in een 48-koppige bezetting op het podium. Sinds 2010 is dat aantal teruggebracht tot 24 zangers en zangeressen. Samen met de Night of the Proms-productie stonden ze op podia in België, Nederland, Duitsland, Zwitserland, Luxemburg, Frankrijk, Spanje en de Verenigde Staten van Amerika.
Daarnaast heeft Fine Fleur zich ontwikkeld tot een koor op maat voor grote en minder grote producties in binnen- en buitenland. Maestro Ennio Morricone deed vanaf 2012 meermaals een beroep op Fine Fleur voor zijn concerten in Antwerpen, Gent, Rotterdam en Parijs in een bezetting die varieerde tussen de 75 en de 100 zangers en zangeressen.

## Projecten
Sinds 1995 werkt Fine Fleur jaarlijks mee aan Night of the Proms, behalve in 2008, 2012 en 2015, toen respectievelijk het Angels in Harlem Gospel Choir, Naturally 7 en Scala & Kolacny Brothers op de affiche stonden en daarom de koor-rol op zich namen. Daarnaast heeft het koor door de jaren heen al aan heel wat projecten meegewerkt. Dit is een opsomming van de belangrijkste projecten van de voorbije jaren:

### 2008
- Concert 'Champ Libre' op 14 juli 2008 aan de voet van de Eiffeltoren in de Franse hoofdstad Parijs
- Concert uitreiking architectuurprijs in het Beatrix Theater in Utrecht.
- Benefietconcert met Koninklijke Harmonie Prinses Juliana (Klaaswaal) in Numansdorp

### 2010
- Starwars in Concert in het Sportpaleis (olv Dirk Brossé)
- Starwars in Concert in de König Pilsener Arena in de Duitse stad Oberhausen (olv Dirk Brossé)

### 2012
- Concert met Within Temptation in het Sportpaleis
- Concert met Ennio Morricone in het Sportpaleis

### 2013
- Concert met Josh Groban in het Koninklijk Circus

### 2014
- The Lord of the Rings: The Fellowship of the Ring live in het Sportpaleis met het Nationaal Orkest Van België onder leiding van David Reitz

### 2015
- Brasschaat Klassiek in de tuin van het kasteel van Brasschaat (onder leiding van Robert Groslot)
- The Lord of the Rings: The Two Towers live in het Sportpaleis met het Nationaal Orkest Van België onder leiding van David Reitz

### 2016
- Danny Elfman in concert in Paleis 12 van de Heizel
- Concert met Ennio Morricone op het Gentse Sint-Pietersplein
- Brasschaat Klassiek in de tuin van het kasteel van Brasschaat (onder leiding van Robert Groslot)
- Concert met Ennio Morricone in het Palais des congrès de Paris
- The Lord of the Rings: The Return of the King live in het Sportpaleis met het Nationaal Orkest Van België onder leiding van David Reitz

### 2017
- Spartacus van Opera Ballet Vlaanderen
- Optreden op de MIA's met Stan Van Samang
- Pirates of the Caribbean in Concert in de Lotto Arena
- Brasschaat Klassiek in de tuin van het Kasteel van Brasschaat (onder leiding van Robert Groslot)
- Opname single 'Wat Als Je God Zag', als achtergrondkoor van Udo
- Concert met Ennio Morricone in Rotterdam Ahoy
- Concert met Ennio Morricone in de AccorHotels Arena in Parijs (Bercy)
- Concert met Andrea Bocelli in de Ziggo Dome in Amsterdam

### 2018
- Faust van Opera Ballet Vlaanderen
- Concert met Andrea Bocelli in het Sportpaleis
- Brasschaat Klassiek in de tuin van het Kasteel van Brasschaat (onder leiding van Robert Groslot)

### 2019
- Concert met Ennio Morricone in het Sportpaleis
- Brasschaat Klassiek in de tuin van het Kasteel van Brasschaat (onder leiding van Robert Groslot)
- Night of the Proms Summer Edition in Koksijde

### 2021
- Klassiek in het park in de tuin van het Kasteel van Brasschaat (onder leiding van Robert Groslot)
- Klassiek aan zee op het strand van Middelkerke (onder leiding van Robert Groslot)
- Klassiek aan de Schelde in de tuin van de Royal Yacht Club van België (onder leiding van Robert Groslot)
- Night of the Proms Summer Edition in Koksijde

### 2022
- Concert met Andrea Bocelli in het Sportpaleis
- Concert met Andrea Bocelli in het AccorHotels Arena in Parijs (Bercy)
- Concert met Andrea Bocelli in de Ziggo Dome in Amsterdam
- Night of the Proms Summer Edition in Koksijde
- Klassiek aan de Schelde in de tuin van de Royal Yacht Club van België (onder leiding van Robert Groslot)
- Klassiek aan de Mijn in Terhills in Maasmechelen (onder leiding van Robert Groslot)
- Waar Blijft de Kerstman? in Capitole Gent en Trixxo Theater Hasselt

### 2023
- De Brabançonne in het Koning Boudewijnstadion voor de voetbalmatch België-Estland
- Will Tura Nodigt Uit in het Sportpaleis